# Saint Anselm College

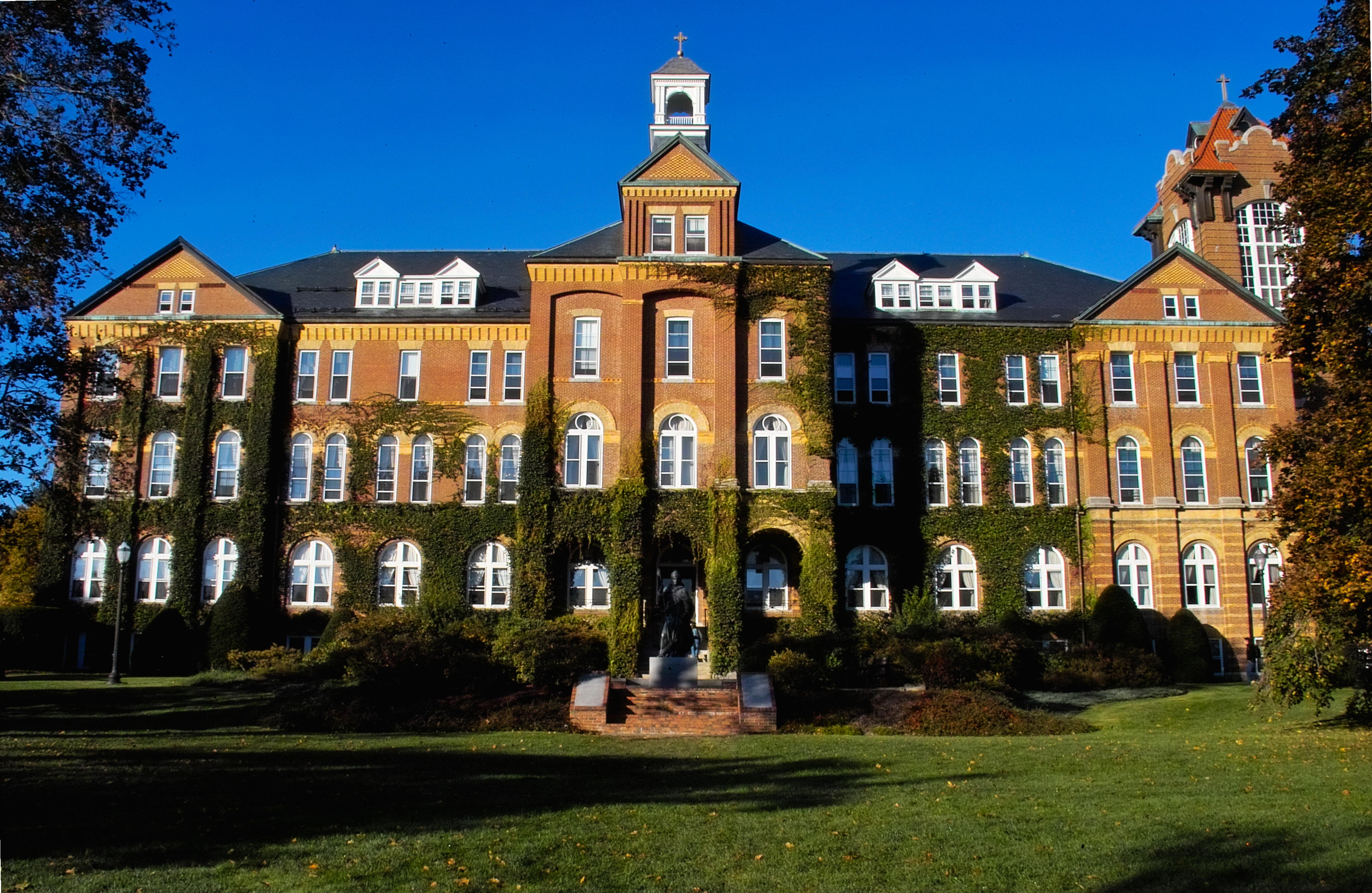
Saint Anselm College.

Le Saint Anselm College est une université catholique d'arts libéraux située à Goffstown, dans le New Hampshire, aux États-Unis. Fondée en 1889 par l'abbé Hilary Pfrängle en collaboration avec l'évêque Denis Bradley Marie, c'est la troisième plus ancienne université catholique de Nouvelle-Angleterre. Nommée d'après le saint Anselme de Cantorbéry, l'université continue d'avoir une abbaye bénédictine indépendante qui s'y rattache, la Saint Anselm Abbey.